# Saturn-Gletscher
Der Saturn-Gletscher ist ein 24 km langer und bis zu 10 km breiter Gletscher auf der westantarktischen Alexander-I.-Insel. Er fließt in südöstlicher Richtung zum George-VI-Sund, den er nördlich der Corner-Kliffs erreicht.
Der US-amerikanische Polarforscher Lincoln Ellsworth sichtete das Gebiet um den Gletscher erstmals bei seinem Antarktisflug am 23. November 1935. Dabei entstandene Luftaufnahmen dienten dem US-amerikanischen Kartografen W. L. G. Joerg für eine Kartierung. Der Falkland Islands Dependencies Survey nahm im Jahr 1949 Vermessungen des Gletschers vor. Das UK Antarctic Place-Names Committee benannte ihn am 31. März 1955 nach dem Planeten Saturn.